# Юго-Осетинский научно-исследовательский институт
Юго-Осетинский научно-исследовательский институт имени Захария Ванеева (осет. Уанеты Захары номыл Хуссар Ирыстоны Зонадон-Иртасæн институт, ЮОНИИ) — научное учреждение, находящееся в городе Цхинвал, Южная Осетия. Одно из двух (наряду с Юго-Осетинским университетом) научных исследовательских учреждений Южной Осетии. Назван в честь осетинского историка Захария Ванеева. Институт занимается исследованиями в области истории Осетии, Нартского эпоса, сохранения и развития осетинского языка, вопросами сельского хозяйства, промышленности и природных ресурсов Южной Осетии. Располагается на улице Ленина, дом 3 в Цхинвале.

## История
1 февраля 1922 года XX столетия в Юго-Осетинской автономной области возникло «Научно-литературное общество», которое в 1925 году было преобразовано в «Общество краеведения» и в 1927 году — в Юго-Осетинский институт краеведения. В 30-х годах Юго-Осетинский научно-исследовательский институт языка, литературы и истории вошёл в состав Академии наук Грузинской ССР. В апреле 1936 года институт был преобразован в Юго-Осетинский научно-исследовательский институт языка, литературы и истории и в 1944 году — в Юго-Осетинский НИИ.
В 1947 году в штате института было семь человек. В этом же году в аспирантуры институтов академий Грузинской ССР и СССР были посланы 15 человек из Южной Осетии, которые стали будущей основой формирования академической науки в автономной области. В 1949 году институт уже насчитывал 16 штатах научных сотрудников.
В послевоенное время в институте были отделы языка и литературы, истории и этнографии Южной Осетии и производственных сил. В институте занимались археологическими этнографическими экспедициями.
В 1990 году институт вышел из состава Академии наук Грузии. До 2014 года институт подчинялся Министерству образования и науки Южной Осетии. В 2014 году Указом Президента Южной Осетии Леонида Тибилова выведен из ведомственного подчинения и преобразован в государственное бюджетное научное учреждение при Президенте Республики Южная Осетия. Финансируется правительством Южной Осетии.
В 2010 году группа учёных института была удостоена государственной премии имени Коста Хетагурова Южной Осетии за подготовку «Толкового словаря осетинского языка».

## Описание
По состоянию на 2019 год в институте работают 38 научных сотрудников, из них профессоров — 3, докторов наук — 3, кандидатов наук — 19 человек. В институте действуют отделы истории, археологии и этнологии, осетинского языка, осетинской литературы и экономики. Научно-методическим руководством ЮОНИИ занимается Владикавказский научный центр РАН.
Институт издаёт научный журнал «Известия Юго-Осетинского научно-исследовательского института имени З. Н. Ванеева». День основания «Научно-литературного общества» (1 февраля) объявлен государственным Днём национальной науки Южной Осетии.

## Директора
- Захария Николаевич Ванеев (1941—1943)[12]
- Абаев, Владимир Давидович
- Сослан Габараев (1954—1962)[13]
- Техов Баграт Виссарионович.
- Гаглойты, Роберт Хазбиевич с 2020